# Дубока фасција ноге
Дубока фасција ноге или краурална фасција  чини потпуну облогу сва три мишића ложе потколенице и спојена је са периостом преко поткожних површина костију. Са задње стране навише наставља се затколеном фасцијом (лат. fascia politea)

## Анатомија
Заједно се широка фасцијом  причвршћена је око колена за чашицу (пателу), пателарни лигамент, туберозитет и кондиле голењаче и главу голењаче.
Позади она формира поплитеалну фасцију, покривајући поплитеалну фосу. Овде је ојачана попречним влакнима, и перфорирана малом веном коже. Експанзију добија од тетиве двоглавог бутног мишића бочно, и од тетива терзијског мишића (lat. m. sartorius), витког мишића (лат. m. gracilis), полутетивног мишића (лат. m. semitendinosus) и полуопнсатог мишића (лат. m. semimembranosus) медијално;
Испред се стапа са периостом који покрива поткожну површину голењаче и главу и маллеолус лишњаче;
Доле се наставља са попречним круралним и лацинијатним лигаментима.
Дебела је и густа у горњем и предњем делу ноге, где се својом дубоком површином везује за предњи тибиалис и екстензор дигиторум лонгус; а  тања позади, где покрива  трбушасти мишић листа (lat. m. gastrocnemius) и широки мишић листа (lat. m. soleus).
Са своје дубоке површине, на бочној страни ноге, одаје две јаке интермускуларне преграде, предњи и задњи интермускуларни септум ноге (предња и задња перонеална преграда), које обухватају дуги лишњачин мишић (лат. m. peroneus seu fibularis longus) и  кратки лишњачин мишић (лат. m. peroneus seu fibularis brevis)  и одвајају их од мишиће предњег и задњег крауралног региона и  обухватају појединачне мишиће у свакој регији.
Широки попречни интермускуларни септум, који се назива дубока попречна фасција ноге, уметнута је између површних и дубоких мишића ноге .